# Stift van Sankt Georgen am Längsee
Het Sint-Jorisstift (Duits: Stift St. Georgen) is een kloostercomplex in Sankt Georgen am Längsee in Oostenrijk. Het klooster vierde in 2003 het 1000-jarig jubileum.

## Geschiedenis
Het klooster werd tussen 1002 en 1008 als een Benedictijner convent gesticht door gravin Wichburg, de zuster van aartsbisschop Hartwig, nadat haar man graaf Ottwin van Sonnenburg van Pustertal niet meer terugkeerde van een kruistocht. De eerste abdis van het nieuwe stift werd Hildpurg, de dochter van gravin Wichburg die tevoren een non was in het Benedictijner vrouwenstift Nonnberg in Salzburg. In de 12e eeuw werden er hervormingen in het klooster doorgevoerd en bevolkten nonnen vanuit het stift Admont het klooster. Doordat het klooster alleen nog leden van de adel opnam, nam het vermogen door schenkingen aanzienlijk toe. Omstreeks het midden van de 13e eeuw begonnen de kloostergebouwen te vervallen en werd nieuwbouw noodzakelijk. In 1259 voerde de door het domkapittel afgezette bisschop Philipp van Spannheim oorlog tegen zijn opvolger bisschop Ulrich van Zweckau, hetgeen leidde tot de plundering van het stift en het verlies van de kloosterarchieven. De stichtingsoorkonde bleef echter bewaard en bevindt zich tegenwoordig in het Karinthische archief te Klagenfurt.
Nieuwe plunderingen vonden plaats door de Turken. De meeste nonnen wisten zich in veiligheid te brengen door te vluchten naar de vesting Hochosterwitz, maar de achtergebleven kloosterbevolking werd door de Turken meegevoerd. Door verpanding van stiftsgoederen wist men de aanzienlijke schade aan de gebouwen naderhand te herstellen.
Tijdens de reformatie verlieten veel nonnen het klooster en op een bepaald moment bewoonden nog slechts de abdis en twee of drie andere nonnen het klooster. Met het inluiden van de contrareformatie nam het aantal zusters door aanvulling vanuit Italië weer toe. In 1654 werd begonnen met de uitbreiding van het klooster. De toren van de aan de heilige Joris gewijde kerk werd in 1676 vernieuwd. In 1720 werden onder de abdis Maria Antonia de kloostergebouwen met een verdieping verhoogd en de kerk gebarokkiseerd.
Keizer Jozef II verordonneerde in 1783 de opheffing van het klooster en in 1788 werden de gebouwen geveild. Graaf Maximilian Thaddäus von Egger wist het complex voor de prijs van 163.100 gulden te verwerven. Hij was vooral geïnteresseerd in het grote bosareaal van het klooster, dat hem van grondstof kon voorzien voor zijn onderneming. Hij liet het interieur van de stiftsgebouwen in een kasteelachtige sfeer inrichten en een Engels park met een orangerie aanleggen. Ten slotte kreeg het nog leegstaande deel van het toenmalige slot de bestemming van hotel.
In 1934 werd het complex door de Congregatie der Missionarissen van Mariannhill aangekocht en kreeg de monastieke traditie een vervolg. Tijdens de Tweede Wereldoorlog werden er in het klooster gewonden verpleegd. In de laatste oorlogsmaanden diende het als lazaret en aansluitend als sanatorium. Na de oorlog keerde de congregatie terug, maar in 1959 kocht het bisdom Gurk de gebouwen aan om er scholen in te vestigen. Tegenwoordig bevinden zich in de voormalig stiftsgebouwen een vormings en congrescentrum en een hotel.